# Ndera
Ndera és un poble als afores de la zona urbana de Kigali, a Ruanda. Es troba a uns 15 kilòmetres de la capital i és la seu del districte de Gasabo.
L'Hospital Neuropsiquiàtic de Ndera (Caraes) és l'hospital de referència per a trastorns neuropsiquiàtrics, amb 288 llits.
L'hospital es va reobrir a l'agost de 1994 i va començar a tractar persones que havien estat traumatitzades pel recent genocidi ruandès.
Des del 2008 es van tractar uns 2.500 pacients mensuals.
El poble també alberga el seminari menor de Saint Vicent.